# Селюк (фільм)
«Селюк» (англ. The Hayseed) — американська короткометражна кінокомедія Роско Арбакла 1919 року з Бастером Кітоном в головній ролі.

## Сюжет
Бастер управляє магазином, в той час як Роско доставляє пошту, вони закохані в Моллі. Місцевий констебль, також зацікавлений в Моллі, він краде $ 300 і звинувачує в цьому Бастера.

## У ролях
- Роско «Товстун» Арбакл — листоноша
- Бастер Кітон — власник магазину
- Моллі Мелоун — дівчина Моллі
- Джек Куген — констебль